# Linea 37
La linea 37 (Ligne 50 in francese, Spoorlijn 37 in olandese) è una linea ferroviaria belga a scartamento ordinario lunga 46,994 km che unisce Liegi con la frontiera tedesca e la città di Aquisgrana. Oltreconfine la ferrovia prosegue come Colonia-Aquisgrana.

## Storia
La linea tra Liegi e la frontiera con la Prussia fu una delle prime della rete ferroviaria belga ad essere realizzata. Il 16 ottobre 1842 fu aperto il primo troncone tra la stazione di Liegi-Guillemins e Liegi-Chênée. Il 18 luglio 1843 fu attivata la tratta sino a Verviers-Ovest mentre il 24 ottobre successivo fu raggiunta la frontiera.
In seguito al trattato di Versailles del 1919 il Belgio acquisì una serie di nuovi territori dalla Germania. La sezione della linea compresa tra Welkenraedt ed Hergenrath, ad 8 km a sud-ovest di Aquisgrana, passò sotto sovranità belga.
Fu elettrificata nel 1966.